# Egotyzm atrybucyjny
Egotyzm atrybucyjny – skłonność do wyjaśniania konsekwencji własnych zachowań w taki sposób, by zwiększyć pozytywne, a zmniejszyć negatywne znaczenie dla własnej samooceny.
Może przybierać różne formy. Najczęściej spotykana w literaturze to skłonność do przypisywania własnych sukcesów czynnikom wewnętrznym, a porażek czynnikom zewnętrznym. Przykładowo, gdy uczeń dostaje ocenę bardzo dobrą – sukces przypisuje swoim umiejętnościom, natomiast gdy otrzyma ocenę niedostateczną, zrzuca odpowiedzialność na niesprawiedliwość nauczyciela czy konstrukcję testu.